# Ernst Weiss
Pour les articles homonymes, voir Weiss et Ernst Weiss (homonymie).
Ernst Weiß, né le 28 août 1882 à Brünn et mort le 14 ou le 15 juin 1940 à Paris, est un médecin et écrivain autrichien d'origine juive.

## Biographie
Weiß était le fils d'un commerçant d'étoffes qui décéda en 1886. Malgré les difficultés financières de sa famille, il put étudier pour obtenir son Matura (équivalent du baccalauréat en Suisse) et aller ensuite aux universités de Prague et Vienne pour étudier la médecine et passer sa thèse de doctorat. Parallèlement Weiß obtint un emploi à l'hôpital de Wieden dans la ville de Vienne, par la suite il fut également chirurgien à Berlin et Vienne. À cette époque il commença aussi sa correspondance avec Martin Buber. Durant les années 1912 et 1913, il fut embauché en tant que médecin sur un navire et voyagea notamment en Inde et au Japon. Lors d'un congé il fit la connaissance de Franz Kafka qui le conforta dans ses activités littéraires, Weiß écrivit ainsi Die Galeere (« La Galère » en français) en 1913.
En 1914, Weiß est enrôlé dans l'armée et prend part à la Première Guerre mondiale en tant que médecin de régiment en Hongrie et en Volhynie. Après la guerre, il s'établit comme médecin à Prague et travailla deux années dans un hôpital. Après un court séjour à Munich, Weiß partit pour Berlin où il voulut vivre de sa plume. Il quitta Berlin définitivement peu avant l'Incendie du Reichstag en février 1933 et retourna à Prague où il s'occupa de sa mère jusqu'aux derniers jours de celle-ci en janvier 1934. Quatre semaines plus tard, il émigra vers Paris. Comme il ne pouvait travailler en tant que médecin faute d'autorisation, il commença à écrire pour différents journaux pour les émigrés. Ce travail n'était pas suffisant pour gagner sa vie et les écrivains Thomas Mann et Stefan Zweig le soutinrent financièrement.
Le dernier roman (qu'il n'a pas pu peaufiner en raison de son suicide) qu'Ernest Weiß écrivit en exil fut Der Augenzeuge (Le Témoin oculaire en français) en 1939. Dans ce livre il montre son engagement antifasciste dans le cadre de son domaine de compétence: sous la forme de l'autobiographie fictive d'un médecin, il décrit la « guérison » du soldat A.H., blessé aux yeux, dans un hôpital de campagne après la défaite militaire à la fin 1918. Après la prise de pouvoir des nazis en 1933, le docteur est transféré dans un camp de concentration car il a été « témoin oculaire » : sa connaissance de la maladie de A.H. et de son histoire pourraient se révéler dangereuses pour les nazis. Le « témoin oculaire » recouvre la liberté contre la remise des documents et est expulsé d'Allemagne. Désormais il ne veut plus être un simple « témoin oculaire » mais combattre sur le terrain le fascisme et le franquisme aux côtés des républicains en Espagne.
Le 14 juin 1940, témoin de l'invasion de Paris par les troupes allemandes, Weiß décida de se suicider en s'entaillant les veines dans la baignoire de sa chambre d'hôtel après avoir pris du poison. Il décéda le 15 juin à l'âge de 58 ans dans un hôpital proche.
Après sa mort, un gros coffre renfermant des manuscrits non publiés a disparu. Le lieu de sa tombe est encore inconnu.
Sa vie a inspiré à Anna Seghers le personnage de Weidel dans son roman Transit.

## Publications
- Die Galeere (1913)
  - Ernst Weiss, La Galère, Nicole Casanova et Peter Engel (trad.) , Actes Sud, coll. « Lettres allemandes », 2003 (ISBN 978-2-7427-4378-0
- Der Kampf (1916)
- Das Versöhnungsfest. Eine Dichtung in vier Kreisen (1917)
- Tiere in Ketten (1918)
- Mensch gegen Mensch (1919)
- Tanja (1919)
- Stern der Dämonen (1920)
- Franta Zlin (1920)
- Nahar (1922)
- Hodin (1923.)
- Die Feuerprobe (1923)
- Atua (1923)
- Der Fall Vukobrankovics (1924)
- Männer in der Nacht  (1925)
- Dämonenzug (1928)
- Boëtius von Orlamünde (1928)
- Das Unverlierbare (1928)
- Georg Letham. Arzt und Mörder (1931)
- Der Gefängnisarzt oder Die Vaterlosen (1934)
- Der arme Verschwender (1936)
- Jarmila (posthume, 1998, rédigé en 1937)
- Der Verführer (1938)
- Ich, der Augenzeuge (1963)
- Der zweite Augenzeuge und andere ausgewählte Werke (1978).
- Die Kunst des Erzählens, Essays, Aufsätze, Schriften zur Literatur (1982)

## Source
- (de) Cet article est partiellement ou en totalité issu de l’article de Wikipédia en allemand intitulé « Ernst Weiß (Schriftsteller) » (voir la liste des auteurs).